# 安藤定殻
安藤 定殻（あんどう さだみ/さだよし）は、江戸時代中期の旗本・茶人。『寛政重修諸家譜』は諱を定穀としている。通称は岩之丞、大膳、治右衛門。号は鶯渓、翼々庵（斎）。阿久和安藤家6代。

## 略歴
安藤定房の子として誕生。父・定房と共に茶道南坊流の笠原道桂に師事した。寛保3年（1743年）に父が没し家督を継ぐが、父の最晩年に起きた圧政による農民の駕籠訴事件で蟄居となった。延享元年（1744年）3月11日田原藩4代藩主・三宅康高に南坊録を書写させた。
寛延2年（1749年）、43歳で没した。墓所は早稲田・龍善寺。

## 系譜
- 父：安藤定房（1672-1743）
- 母：大久保忠兼娘
- 室：土井利良の娘
- 生母不明の子女
  - 女子：水野元丈室
  - 男子：安藤正甫（1732-1790）